# Марсианские хроники
«Марсиа́нские хро́ники» (англ. The Martian Chronicles) — научно-фантастический роман Рэя Брэдбери, принёсший автору широкую известность. Написал в 1950 году.
Фактически содержание книги представляет собой нечто среднее между собранием коротких историй и эпизодических новелл, включая ранее опубликованные в литературных журналах во второй половине 1940-х годов рассказы. В «Марсианских хрониках» отражены основные проблемы, волнующие американское общество в начале 1950-х годов: угроза ядерной войны, тоска по более простой жизни, реакции против расизма и цензуры. Жанр научной фантастики нравился Брэдбери именно возможностью показать существующее положение дел в мире, используя для этого декорации вымышленного будущего, и таким образом оградить людей от повторения и усугубления ошибок прошлого.

## Сюжет
Роман «Марсианские хроники» в летописной форме описывает историю колонизации людьми Марса, противостояние аборигенов «незваным гостям», а также повествует о начале и последствиях Третьей мировой войны на Земле.

## Содержание

### Январь 1999. Ракетное лето
(January 1999/2030. Rocket Summer)

Впервые опубликован в журнале Planet Stories, весна 1947.
Сюжет: Была зима, снежинки падали на землю, с крыш свисали сосульки — в общем, обычный зимний день. Но вдруг город наполнился теплом, лавина горячего воздуха обрушилась на него со стороны, подарив городу очередное ракетное лето.

### Февраль 1999. Илла
(February 1999/2030. Ylla)

Впервые опубликован под названием «I’ll Not Ask for Wine» в журнале Maclean's, 1 января 1950.
Сюжет: Илле приснился сон: высокий мужчина с белой кожей, чёрными волосами и голубыми глазами. Он прилетел с третьей планеты — Земли. Илла рассказала сон мужу. Тот, кривясь, что-то буркнул, мол, нет на той планете жизни, да и цвета какие-то... маловероятные. Этот сон пришел к Илле снова. С тех самых пор она ждала этого человека, тихонько напевая какую-то песню на незнакомом им с мужем языке.

### Август 1999. Летняя ночь
(August 1999/2030. The Summer Night)

Впервые опубликован под названием «The Spring Night» в журнале The Arkham Sampler, зима 1948.
Сюжет: В летний марсианский вечер амфитеатр был полон слушателей. Пела девушка, играли музыканты. Но внезапно публика обомлела. Что они играют? Что она поёт? На каком это языке?.. И вся та ночь была наполнена неведомым никому мотивом.

### Август 1999. Земляне
(August 1999/2030. The Earth Men)

Впервые опубликован в журнале Thrilling Wonder Stories, август 1948.
Сюжет: Вторая экспедиция землян на Марс. Хозяйка дома, в который они постучали, выгнала незванцев, словно каких-нибудь назойливых рекламных агентов, послав к некоему Ааа. Тот в свою очередь послал их в город к мистеру Иии. А тот... В общем, земляне были ошарашены таким «гостеприимством».

### Март 2000. Налогоплательщик
(March 2000/2031. The Taxpayer)

Впервые появился в «Марсианских хрониках».
Сюжет: Рано утром он пришел к космодрому и стал кричать через ограждение людям в мундирах, что хочет на Марс. Он исправно платит налоги и имеет на это полное право. Любой здравомыслящий человек желает поскорей улететь с Земли, ведь через два года здесь разразится атомная мировая война. Подальше от войн, от бюрократии, от правительства, которое ни шагу не дает сделать без разрешения.

### Апрель 2000. Третья экспедиция
(April 2000/2031. The Third Expedition)

Впервые опубликован под названием «Mars is Heaven!» в журнале Planet Stories, осень 1948.
Сюжет: Третья экспедиция землян на Марс. Земляне с удивлением обнаруживают небольшой городок, идентичный мирным американским провинциальным городкам. Жители говорят им, что они на Земле, которая похожа на землю детства космонавтов, и где они находят давно умерших родственников. Капитан слишком поздно понимает, что все это иллюзия, порожденная разумом марсиан-телепатов. Он и его люди убиты марсианами. На следующий день марсиане устраивают похороны, и иллюзия, которую они использовали для обмана космонавтов, постепенно исчезает.

### Июнь 2001. «И по-прежнему лучами серебрит простор луна…»
(June 2001/2032. —And the Moon Be Still as Bright)

Впервые опубликован в журнале Thrilling Wonder Stories, июнь 1948.
Сюжет: Четвёртая экспедиция разбила лагерь на Марсе. Хэтэуэй, корабельный врач и геолог, обнаружил, что последние марсиане недавно умерли от ветряной оспы, вызванной предыдущими экспедициями. Спендер, археолог группы, выходит из себя и нападает на одного из членов экипажа, который бросал пустые бутылки в канал, построенный марсианами. Он покидает лагерь. Его товарищи тщетно ищут его. Когда он возвращается через несколько дней, он говорит людям, находившимся в лагере в то время, что он последний марсианин, и убивает часть экипажа, прежде чем снова исчезнуть. Капитан Уайлдер и его люди отправились на его поиски. Уайлдеру удаётся переговорить с ним и спрашивает, почему он так себя ведёт. Спендер отвечает, что он осознал величие разрушенной ими цивилизации и хочет защитить Марс от жадности землян. Понимая его точку зрения, но не сумев заставить его отказаться от своего плана, Уайлдер сам стреляет в него, чтобы защитить от ярости своих подчинённых. Он помещает тело Спендера в древнее марсианское хранилище. На следующий день он подслушивает, как один из его людей, Паркхилл, стреляет по старым памятникам марсианского города, и выводит его из строя сильным ударом в челюсть.

### Август 2001. Поселенцы
(August 2001/2032. The Settlers)

Впервые появился в «Марсианских хрониках».
Сюжет: Тяжелее всего первым, им грозит то, что мы называем одиночеством. Пусть во всех городах стоят плакаты, говорящие о том, что на Марсе есть для тебя работа, но когда ты видишь, как постепенно все меньше становится твой земной дом, ты не будешь вспоминать о них...

### Декабрь 2001. Зелёное утро
(December 2001/2032. The Green Morning)

Впервые появился в «Марсианских хрониках».
Сюжет: Бенджамин Дрисколл - один из первых землян, поселившихся на Марсе. Он поставил себе цель выращивать на планете деревья, чтобы воздух был более пригодным для дыхания. Каждый день он роет землю, сажает семена и поливает их водой из каналов. Однажды он с изумлением заметил, что все росло с чудодейственной скоростью.
(См. Джонни Эпплсид)

### Февраль 2002. Саранча
(February 2002/2033. The Locusts)

Впервые появился в «Марсианских хрониках».
Сюжет: Начинается массовое прибытие поселенцев, как нашествие саранчи.

### Август 2002. Ночная встреча
(August 2002/2033. Night Meeting)

Впервые появился в «Марсианских хрониках».
Сюжет: Томас Гомес едет один в своем фургоне. Во время отдыха после пересечения руин марсианского города он встречает марсианина по имени Мухэ Ка. Устанавливается диалог, каждый из которых понимает язык другого благодаря телепатии марсианина. Последний сообщает Томасу, что собирается на фестиваль в городе, через который прошел поселенец. Но Томас все еще видит только руины. Что касается марсианина, то он никогда не видел города, построенного людьми, описанными ему землянином. Они обнаруживают, что не могут установить физический контакт, буквально проходя друг через друга, как будто один для другого является призраком. Они понимают, что на самом деле их разделяют века, и что они смогли установить контакт благодаря загадочному свойству времени в этом месте. Они расходятся, гадая, увидятся ли они когда-нибудь снова, а затем каждый возобновляет свое путешествие.

### Октябрь 2002. Берег
(October 2002/2033. The Shore)

Впервые появился в «Марсианских хрониках».
Сюжет: На Марс прибыла первая волна колонизаторов из США, пока на Марсе нет ни одной женщины...

### Ноябрь 2002. Огненные шары
(November 2002/2033. The Fire Balloons)

Впервые опубликован под названием «…In This Sign» в журнале Imagination, апрель 1951.
Сюжет: Отец Перегрин прибывает во главе католической миссии на Марс, для борьбы за души переселенцев. Однако он хочет попробовать обратить в христианство и марсиан, но есть одна небольшая проблема: марсиане уже вымерли...

### Февраль 2003. Интермедия
(February 2003/2034. Interim)

Впервые опубликован в журнале Weird Tales, июль 1947.
Сюжет: Они построили Десятый город из материалов, взятых на Земле, и заселили его. Рядом с древними марсианскими каналами встал обычный земной городок, который вполне мог бы находиться где-нибудь в Айове.

### Апрель 2003. Музыканты
(April 2003/2034. The Musicians)

Впервые появился в «Марсианских хрониках».
Сюжет: Дети земных колонистов нашли развлечение, используя найденные в заброшенных городах скелеты марсиан в качестве музыкальных инструментов.

### Май 2003. Пустыня
(May 2003/2034. The Wilderness)

Впервые опубликован в журнале The Magazine of Fantasy and Science Fiction, ноябрь 1952.
Сюжет: Джейнис и Леонора укладывали вещи и подбадривали друг друга. За окном сгущалась тьма, высыпали холодные яркие звезды. Джейнис взяла маленькую, не больше спичечной, коробочку с питательными пилюлями и мысленно прикинула, сколько всего везли в тех старых фургонах на огромных колесах. На каждого человека — тонны груза, подумать страшно? Окорока, грудинка, сахар, соль, мука, сушеные фрукты, галеты, лимонная кислота, вода, имбирь, перец — длиннейший, нескончаемый список! А теперь захвати в дорогу пилюли не крупнее наручных часиков — и будешь сыт, путешествуя через всю звездную пустыню. Шестьдесят миллионов миль! Сейчас на Марсе их мужчины строят города и ждут их. Город уже спал, дом Джейнис им тоже сулил покой и сон, но обеим было не до сна.

### Июнь 2003. …Высоко в небеса
(June 2003/2034. Way in the Middle of the Air)

Впервые опубликован в журнале Other Worlds, июль 1950.
Сюжет: Чернокожие жители земли массово эмигрируют на Марс. Владелец скобяной лавки Тиз, не желая мириться с этим, отчаянно пытается удержать на Земле хотя бы своего работника Силли. На Земле, в городе на юге Соединенных Штатов, белые люди узнают о скором отбытии на Марс всех чернокожих в этой местности. Сэмюэл Тис, городской хозяйственный магазин и известный расист, узнает в толпе, проходящей мимо его магазина, Белтера, чернокожего мужчину, который должен ему пятьдесят долларов, и говорит ему, что не даст ему продолжить свой путь, пока он не вернёт деньги, что наверняка заставит его пропустить ракету. Но другие черные, объединившись, каждый дает немного денег, выплачивая долг, и Тису ничего не остается, кроме как отпустить Белтера. Затем он пытается предотвратить отъезд молодого чернокожего человека, которого он обслуживает и которого он называет Идиотом (тупой в исправленном переводе), говоря ему, что он должен соблюдать подписанный им трудовой договор, но белый предлагает выполнить работу за него и велит Тису отпустить ребенка. Когда Допи уезжает со своей семьей, Тис слышит, как он кричит: «Что ты собираешься делать ночью?» Ссылаясь на кампании линчевания черных, в которых он принимал участие. Тис понимает намек только с опозданием, отправляется с другом в погоню за Допи с намерением убить его, но не может его догнать (судьба чернокожих описывается в рассказе «Око за око?», не входящем в цикл).

### 2004—2005. Новые имена
(2004—05/2035—36. The Naming of Names)

Впервые появился в «Марсианских хрониках». Не следует путать с одноимённым рассказом «The Naming of Names», впервые опубликованным в журнале Thrilling Wonder Stories, август 1949, и впоследствии переименованным в «Dark They Were, and Golden Eyed» («Были они смуглые и золотоглазые»).
Сюжет: Оказавшись на Марсе, колонисты-земляне массово переименовывают марсианские географические объекты: горы, реки и т. д.

### Апрель 2005. Эшер II
(April 2005/2036. Usher II)

Впервые опубликован под названием «Carnival of Madness» в журнале Thrilling Wonder Stories, апрель 1950.
Сюжет: В великом костре сожгли все фантастические, страшные и сказочные книги. Это случилось 30 лет назад, а сейчас по заказу мистера Стендаля на поверхности Марса воссоздают усадьбу Эшеров, которая послужит страшной мести.
Некий Стендаль и его компаньон Пайкс строят на Марсе настоящий дом Эшеров, где планируют реконструировать события произведений Эдгара Аллана По («Убийство на улице Морг», «Колодец и маятник», и т. д.). Но прежде чем дом откроет свои двери для гостей, туда прибывает цензурный чиновник Гаррет, который явно не в восторге от планов Стендаля и его увлечения запрещёнными на Земле книгами.
В этом рассказе мы можем четко определить идеи, которые будут развиты в романе «451 градус по Фаренгейту».

### Август 2005. Старые люди
(August 2005/2036. The Old Ones)

Впервые появился в «Марсианских хрониках».
Сюжет: Вслед за молодыми первопроходцами на Марсе появились старые и беспомощные. Колонизация шла полным ходом.

### Сентябрь 2005. Марсианин
(September 2005/2036. The Martian)

Впервые опубликован в журнале Super Science Stories, ноябрь 1949.
Сюжет: Переехавшие на Марс пожилые супруги однажды встречают там своего сына, когда-то погибшего на Земле. Пара старых землян поселилась возле марсианского канала. Дождливой ночью они слышат, как кто-то приближается к их дому. Собираясь взглянуть на улицу, муж думает, что узнал своего сына, стоящего под дождем. Но его сын уже несколько лет мертв на Земле. Он понимает, что имеет дело с марсианином, который может принимать вид пропавшего любимого человека, но принимает это как таковое. К сожалению, во время поездки в город марсианин оказывается в ловушке другой семьи, которая думает, что они нашли пропавшую дочь. Мужу удается оторвать его от новой семьи, но другие люди считают, что узнают в нем кого-то еще, и спорят из-за него, что приводит к его смерти.

### Ноябрь 2005. «Дорожные товары»
(November 2005/2036. The Luggage Store)

Впервые появился в «Марсианских хрониках».
Сюжет: Когда ты живешь в США, для тебя очень далека война в Китае, а когда ты живешь на Марсе, для тебя столь же далека война, происходящая на Земле...

### Ноябрь 2005. Мёртвый сезон
(November 2005/2036. The Off Season)

Впервые опубликован в журнале Thrilling Wonder Stories, декабрь 1948.
Сюжет: Сэм Паркхилл, бывший космонавт, участник Четвёртой экспедиции, только что открыл первый киоск с хот-догами на Марсе вместе со своей женой Эльмой. Он оптимистичен и думает о том, чтобы заработать состояние благодаря новым поселенцам, которые должны скоро прибыть. Однако он не слышал последних новостей с Земли о надвигающейся войне. Его посещает один из последних оставшихся в живых марсиан. Не понимая его намерений, он пугается и убивает его. Пара, видя приближение других марсиан, опасаясь за свою безопасность, решает бежать. Сэма и Эльму поймали марсиане, которые, к их удивлению, не держат зла против них. Они даже объявляют, что отдают им половину Марса и что скоро произойдет великое событие, касающееся Земли. Сэм Паркхилл очень доволен и думает о скорейшем прибытии новоселов. В небе он не видит следов ракет, но внезапно вспыхивает звезда. Это Земля, на которой только что разразился глобальный ядерный конфликт. Затем Эльма с иронией думает, что для их романа только что началось межсезонье.

### Ноябрь 2005. Наблюдатели
(November 2005/2036. The Watchers)

Впервые появился в «Марсианских хрониках».
Сюжет: После атомной войны Земля призывает обратно своих детей, улетевших на Марс...
На Земле разгорается ядерная война. Колонисты становятся свидетелями пожара на своей родной планете, наблюдая за небом. Обеспокоенные близкими, которых они оставили на Земле, они решают вернуться. И только горстка землян остается на Марсе.

### Декабрь 2005. Безмолвные города
(December 2005/2036. The Silent Towns)

Впервые опубликован в Charm, март 1949.
Сюжет: Уолтер Грипп, один из немногих оставшихся на Марсе, развлекается в покинутом городе-колонии. Вскоре он начинает чувствовать одиночество и искать других людей. И вот однажды, наугад набрав телефонный номер, он созванивается с ещё одной оставшейся — женщиной по имени Женевьева. На радостях он тут же спешит к ней в другой город, ожидая встретить принцессу, но…

### Апрель 2026. Долгие годы
(April 2026/2057. The Long Years )

Впервые опубликован под названием «Dwellers in Silence» в журнале Maclean's, 15 сентября 1948.
Сюжет: На Земле идет война, Марс почти полностью вымер, в Нью-Нью-Йорке осталось только пятеро жителей: Хетэуэй и его семья. Однажды он увидел в небе ракету, приближающуюся к Марсу. Он поджег город, чтобы дать сигнал о своем местоположении...

### Август 2026.Будет ласковый дождь
(August 4, 2026/2057. There Will Come Soft Rains)

Впервые опубликован в журнале Collier’s, 6 мая 1950.
Сюжет: Атомная бойня на земле прошла. Живых людей не осталось, только кибернетические механизмы в одном из домов продолжают свою работу, служа своим давно погибшим хозяевам.

### Октябрь 2026. Каникулы на Марсе
(October 2026/2057. The Million-Year Picnic)

Впервые опубликован в журнале Planet Stories, осень 1946.
Сюжет: Война на Земле закончилась, все погибло, а на Марс прилетают люди, которые решили отречься от образа жизни, погубившего земную цивилизацию, они хотят стать марсианами...
Семья смогла полететь на Марс и избежать войны на Земле. В ближайшие дни к ней присоединится еще одна семья. Тем временем на моторной лодке отец увозит жену и детей по каналу. Он обещал показать им марсиан. Взорвав свою ракету на расстоянии, они останавливаются в руинах марсианского города. Отец объясняет своим детям, что они пришли сюда, чтобы начать новую жизнь, изменить свой образ жизни с горсткой землян, которые скоро к ним присоединятся. Затем, сдерживая обещание показать им марсиан, он ведет свою жену и детей к каналу и показывает их отражение в воде.

## История создания
Идея создания «марсианского» цикла относится ещё к детским годам писателя. Как вспоминает сам Брэдбери в одном из своих интервью: «В двенадцать лет я не мог позволить себе купить продолжение „Марсианского воина“ Эдгара Берроуза, ведь мы были бедной семьёй… и тогда написал свою собственную версию».
«Сначала я подумал о тех чертах, которые придадут сходство покорению Марса с покорением Дикого Запада, — писал Рэй Брэдбери в неопубликованном эссе „Как я писал свою книгу“, датируемом 17 октября 1950 года. — С раннего детства я впитывал истории о разнообразных приключениях на Диком Западе, которые рассказывали мне отец и дед. События некоторых из них происходили ещё в начале века, когда этот край был гораздо более пустым, заброшенным и одиноким. В душе я знал, что реальный Марс будет тем новым горизонтом, в который Билли Бак, герой рассказов Стейнбека, задумчиво вглядывался, стоя на побережье Тихого океана: великое „Покорение Запада“ было уже окончено, и перспективы удивительных приключений начали неумолимо рассеиваться».
В 1949 году Рэй Брэдбери, уже всерьёз занимающийся писательской деятельностью, но ещё не получивший признания, отправляется в Нью-Йорк. В большом городе он в течение достаточно долгого времени безуспешно «бегает по редакциям», предлагая всем свои короткие научно-фантастические рассказы. Исследователь Л. Бутяков неудачу Брэдбери объясняет тем, что его проза не соответствовала «литературной моде»: «Рассказы в те годы не пользовались популярностью, публика хотела комиксов и романов „с продолжением“». Судьбу писателя решило знакомство с его однофамильцем — опытным редактором издательской фирмы «Doubleday» Уолтером Брэдбери, который уловил тематическую общность в большинстве рассказов о «красной планете» (они должны были составить костяк нового задуманного сборника) и предложил автору аранжировать их в некое подобие романного повествования, основным объектом которого стал бы таинственный и недостижимый для современного человечества Марс. Рэй Брэдбери решил последовать совету, объединив «марсианские рассказы» в одно произведение. Он придумал новые названия, позволяющие читателям принять новеллы за главы романа, ввёл хронологию событий и озаглавил всё это — «Марсианские хроники». Спустя год произведение было опубликовано и принесло Брэдбери сначала национальную, а затем и мировую известность.

## История публикации

Советское издание 1965 года

Впервые «Марсианские хроники» были опубликованы в 1950 году в США.
В 1951 году книга была издана в Великобритании под названием «Серебряная Саранча» (англ. The Silver Locusts), с несколько отличающимся от оригинала содержанием. В некоторых изданиях отсутствовала глава «Эшер II» (англ. Usher II), место которой занимала новелла «Огненные шары» (англ. The Fire Balloons).
В испаноязычной версии произведению предшествовало предисловие, написанное аргентинским писателем Хорхе Луисом Борхесом.
В 1997 году при переиздании «Хроник» была изменена датировка событий — развитие действия было перемещено на 31 год вперёд. Таким образом, новые временные рамки в произведении — с 2030 по 2057 год. Также в переиздание была включена новелла «Огненные шары» (The Fire Balloons), ранее не входившая в состав романа; вместо главы «…Высоко в небеса» (Way in the Middle of the Air), менее актуальной в 1997, чем в 1951, была помещена новелла «Пустыня» (The Wilderness). По всей вероятности, решение изменить датировку событий было обусловлено тем, что изначальные временные рамки (с 1999 по 2026) оказались слишком приближенными к действительности, тогда как данное научно-фантастическое произведение, согласно замыслу автора, повествует о будущем.
Более поздние переиздания «Хроник» включают также предисловие («Долгая дорога на Марс» / The Long Road to Mars, 1990) и послесловие («Как я написал эту книгу» / How I Wrote My Book, 2006) автора.
В 2010 году в издательстве Subterranean Press вышло полное собрание сочинений автора о Марсе — «Марсианские хроники. Полное издание» (англ. The Martian Chronicles: The Complete Edition).

## Спорные моменты

### Жанровая принадлежность
Сам Брэдбери не без юмора назвал «Марсианские хроники» «нечаянным романом» («an accidental novel»). Известны также авторские определения «троюродный брат романа» и «сборник рассказов, который делает вид, что он — роман».
Тем не менее, определение жанра произведения как «роман» не раз вызывало споры среди литературоведов. По всей видимости, источник этих споров связан с «искусственной» природой создания «Хроник».

### Сюжетные несоответствия
Большинство исследователей отмечают художественную «неоднородность» романа: Марс Брэдбери «то обитаем, то безнадёжно мёртв, по знаменитым его каналам либо журчит живительная вода, либо сухо скрипит горючий песок». С одной стороны, определённые сюжетные несоответствия в романе есть, и всё же нельзя говорить о том, что новеллы ничто не объединяет. «Хроники» связывает общая тема — все они повествуют о завоевании и колонизации планеты Марс. Помимо тематики необходимо учитывать идейное содержание произведения, которое также служит объединению новелл в единое целое.

«Отдельные, слабо связанные между собой новеллы повествуют об этапах освоения человеком Марса». Так часто пишут в издательских аннотациях. Это и верно, и не верно. Хроники глухо перекликаются между собой, порой противоречат друг другу, плетя гротескный узор пленительной и страшной красоты. <…> Его [Брэдбери] Марс — не столько ближайшая к нам планета Солнечной системы, сколько глубоко символический испытательный полигон. Всё, что волнует писателя на Земле, он переносит на Марс, в идеальные, свободные от всяких осложняющих помех условия. Он подвергает исследованию человеческую нетерпимость и человеческое упорство, ненависть и самопожертвование, благородство и тупость. И в зависимости от поставленной задачи он меняет не только марсианские декорации, но и свои беллетристические средства. Блистательный изобретательный диапазон! От прозрачно-радостной, как первый, просвечивающий в утреннем солнце клейкий листочек, хроники «Зелёное утро» до жуткой и беспощадной «Третьей экспедиции».
В защиту оригинальной формы «Марсианских хроник» выступают и другие исследователи, отмечая, что сюжетная неоднородность произведения позволяет автору свободно обращаться к разнообразным темам, волнующим его и его современников:

Условная форма хроник никак не связывает фантазию автора (как и последние научные данные о Марсе), ведущего поэтический рассказ о столкновении двух культур, начавшемся с ксенофобии и взаимного непонимания; о трагической гибели обитателей Марса в результате занесённой землянами эпидемии; о «первопроходческой» деятельности не обременённых уважением к чужой культуре американцев; о гибели в результате ядерной войны оставленной ими на Земле цивилизации; о новом старте этой цивилизации на опустевшей планете-соседке.

## Экранизации
- 1980 — «Марсианские хроники» (телевизионный мини-сериал, США), режиссёр Майкл Андерсон.
- 1980 — «Восьмой день творения» (художественный фильм, СССР), режиссёр Сурен Бабаян.
- 1984 — «Будет ласковый дождь» (мультфильм, СССР), режиссёр Назим Туляходжаев.
- 1987 — «Вельд» (художественный фильм, СССР), режиссёр Назим Туляходжаев.
- 1988 — «13-й апостол» (художественный фильм, СССР), режиссёр Сурен Бабаян.
- 1985—1992 — Театр Рэя Брэдбери (ТВ-сериал, США, Канада, Франция, Великобритания, Новая Зеландия), режиссёры Рэнди Брэдшоу, Брюс Макдональд, Йен Мун и др.
  - 1990 — Mars Is Heaven (рассказ, вошедший в «Марсианские хроники» под заглавием «Третья экспедиция»)[~ 6]
  - 1990 — «Эшер II» (Usher II)[~ 7]
  - 1990 — «И по-прежнему лучами серебрит простор луна…» (And the Moon Be Still as Bright)[~ 8]
  - 1990 — «Долгие годы» (The Long Years)[~ 9]
  - 1992 — «Земляне» (The Earth Men)[~ 10]
  - 1992 — «Марсианин» (The Martian)[~ 11]
  - 1992 — «Безмолвные города» (Silent Towns)[~ 12]
- 1995 — «Четвёртая планета» (российский художественный фильм, режиссёр Дмитрий Астрахан, переделка рассказа «Третья экспедиция»)
- 2001 — «The Neon Life» (Неоновая жизнь) (мультфильм, Россия) режиссёр Роман Пучков.

На основе произведения Рэй Брэдбери создал два варианта сценария (версии 1964 и 1997 годов) и одну пьесу в двух действиях (The Martian Chronicles: A Full-Length Play in Two Acts, 1986).
Экранизировать роман хотел Федерико Феллини: «Думаю, что не пропустил ничего из написанного Рэем Брэдбери. Прочитав „Марсианские хроники“, я загорелся желанием снять по ним фильм».

## Другие «марсианские» рассказы
Рэю Брэдбери принадлежит также ряд новелл о «красной планете», которые по той или иной причине не были включены в «Марсианские хроники». Некоторые из них очень близки к событиям, описанным в произведении, другие же противоречат созданной в «Хрониках» картине событий.
- «Флейтист» (The Piper, 1940)
- «Защитный механизм» (Defense Mech, 1944)
- «Деды были у всех» (They All Had Grandfathers, 1947)
- «Некоторые из моих друзей — марсиане» (Some of My Best Friends Are Martians, 1947)
- «Любовная история»[~ 13] (The Love Affair, 1948)
- «Пришелец» (The Visitor, 1948)
- «Акведук» (The Aqueduct, 1949)
- «Празднество» (Holiday, 1949)
- «Разговор оплачен заранее» (Night Call, Collect, 1949)
- «Одиночество» (The Lonely Ones, 1949)
- «Были они смуглые и золотоглазые» (Dark They Were, and Golden-eyed, 1949)
- «Тот, кто ждет» (The One Who Waits, 1949)
- «Изгнанники» (The Exiles, 1949)
- «Полный расчёт» (Payment in Full, 1949)
- «Бетономешалка» (The Concrete Mixer, 1949)
- «Синяя бутылка» (The Blue Bottle, 1949)
- «Другие времена»[~ 14] (The Other Foot, 1949)
- «Марсианский затерянный город» (The Lost City of Mars, 1949)
- «Ракета» (The Rocket, 1950)
- «О скитаньях вечных и о Земле» (Forever And The Earth, 1950)
- «Недолгое путешествие» (A Little Journey, 1951)
- «Улети на небо» (Fly Away Home, 1952)
- «Земляничное окошко» (The Strawberry Window, 1954)
- «Мессия» (The Messiah, 1971)
- «Колесо» (The Wheel, 2010)
- «Чума» (The Disease, 2010)
- «Разгар лета» (Dead of Summer, 2010)
- «Призраки Марса» (The Martian Ghosts, 2010)
- «Джемима Трю» (Jemima True, 2010)
- «Свадьба» (The Marriage, 2010)